# Regionalwahlen in Frankreich 2015
Die Regionalwahlen in Frankreich 2015 (französisch Élections régionales françaises de 2015) fanden am 6. Dezember (erster Wahlgang) und am 13. Dezember (zweiter Wahlgang) statt.
Wahlberechtigt für die französischen Regionalräte (Conseils régionaux) waren insgesamt 44,6 Millionen Franzosen in den 12 regulären Regionen des französischen Festlandes und den zwei regulären Überseeregionen Guadeloupe und Réunion. Gleichzeitig wurden nach einem ähnlichen Wahlverfahren auch die Versammlungen (Assemblées) der Collectivités territoriales uniques Korsika, Guyana und Martinique gewählt. Es war die erste Wahl in Frankreich seit den Terroranschlägen am 13. November 2015 in Paris und die letzte vor der Präsidentschaftswahl in Frankreich 2017.

## Ausgangslage

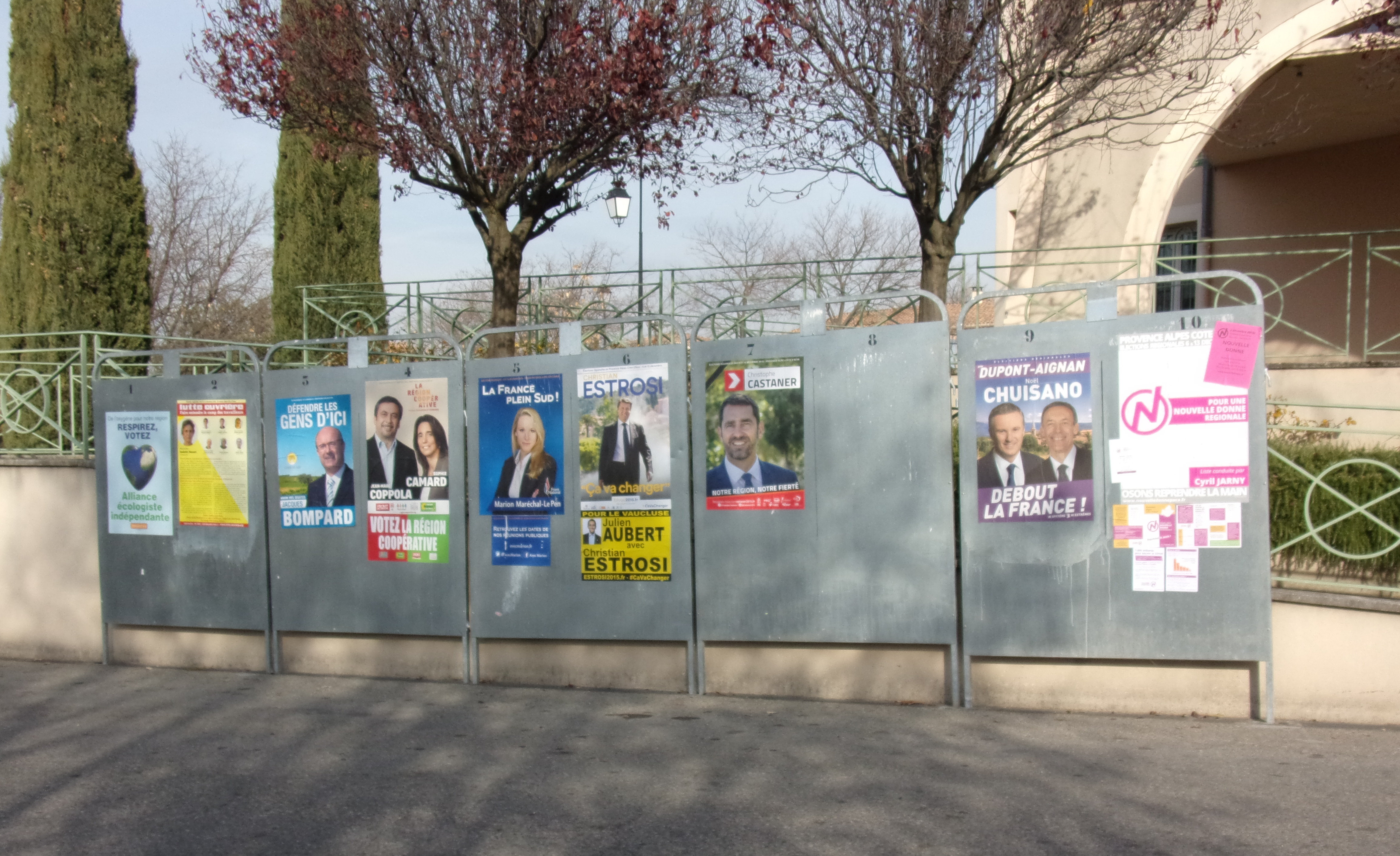
Wahlplakate in der Region Provence-Alpes-Côte d’Azur

Die Parteizugehörigkeiten der Präsidenten der Regionalräte vor der Wahl (noch mit den alten Regionen):

Am 2. Juni 2014 schlug Präsident François Hollande (PS) eine Neugestaltung der französischen Regionen vor. Unter Premierminister Manuel Valls wurde die Zahl der Regionen im Kernland von bisher 22 auf 13 verringert; die Regelung trat zum 1. Januar 2016 in Kraft. Die neuen Körperschaften haben mehr Kompetenzen als die alten und sollen wirtschaftlich stärker werden.
Diese Wahlen sind die ersten im Rahmen der neu zugeschnittenen Regionen nach dem Gesetz Nr. 2015-29 (Loi relative à la délimitation des régions, aux élections régionales et départementales et modifiant le calendrier électoral). Dies machte eine demokratische Neulegitimation notwendig.

## Wahlverfahren
Es gibt im Normalfall zwei Wahldurchgänge. Sollte beim ersten Wahlgang am 6. Dezember 2015 keine der Listen, auf denen Frauen und Männer gleichstark vertreten sein müssen, die absolute Mehrheit in einem Rat erreichen, wird dort am 13. Dezember 2015 ein zweiter Durchgang fällig.
Dabei können Listen zusammengelegt werden, vorausgesetzt mindestens eine beteiligte Liste hat mindestens (Sperrklausel) 10 Prozent der Stimmen erhalten,
und jede der weiteren Parteien mindestens 5 Prozent.
Die Partei mit den meisten Stimmen erhält zusätzlich einen Bonus von 25 Prozent; die verbleibenden 75 Prozent werden proportional unter allen vertretenen Formationen aufgeteilt. Die Regionalräte mit ihren 1757 Ratsmitgliedern sind auf fünf Jahre gewählt.

## Regionen
| Region                                                   | Ratsmitglieder |
| -------------------------------------------------------- | -------------- |
| Île-de-France                                            | 209            |
| Auvergne-Rhône-Alpes                                     | 204            |
| Nouvelle-Aquitaine (Aquitaine-Limousin-Poitou-Charentes) | 183            |
| Hauts-de-France (Nord-Pas-de-Calais-Picardie)            | 170            |
| Grand Est (Alsace-Champagne-Ardenne-Lorraine)            | 169            |
| Okzitanien (Languedoc-Roussillon-Midi-Pyrénées)          | 158            |
| Provence-Alpes-Côte d’Azur                               | 123            |
| Normandie                                                | 102            |
| Bourgogne-Franche-Comté                                  | 100            |
| Pays de la Loire                                         | 93             |
| Bretagne                                                 | 83             |
| Centre-Val de Loire                                      | 77             |
| Korsika                                                  |                |
| La Réunion                                               | 45             |
| Guadeloupe                                               | 41             |
| Martinique                                               |                |
| Französisch-Guayana                                      |                |
| Gesamt                                                   | 1757           |

## Umfragen
| Institut                 | Zeitraum          | Befragte | NPA   | FG  | FG/EELV | EELV  | PS/PRG | AEI | Divers gauche | UPR | MoDem | UDI  | LR   | DLF | FN   |
| ------------------------ | ----------------- | -------- | ----- | --- | ------- | ----- | ------ | --- | ------------- | --- | ----- | ---- | ---- | --- | ---- |
| Harris Interactive (PDF) | 29.03.2015        | 4286     | 1 %   | 7 % | –       | 7 %   | 20 %   | –   | –             | –   | 5 %   | 7 %  | 25 % | 2 % | 22 % |
| Odoxa (PDF)              | 24./25.09.2015    | 929      | 2 %   | 7 % | –       | 3 %   | 23 %   | –   | –             | –   | 35 %  | 35 % | 35 % | 3 % | 26 % |
| Elabe                    | 22./23.09.2015    | 986      | 1,5 % | 6 % | –       | 8,5 % | 22,5 % | –   | 1,5 %         | –   | 1,5 % | 27 % | 27 % | 3 % | 26 % |
| OpinionWay (PDF)         | 07.–08.10.2015    | 993      | 2 %   | 5 % | 3 %     | 3 %   | 23 %   | –   | –             | –   | 31 %  | 31 % | 31 % | 2 % | 28 % |
| Elabe                    | 13.–14.10.2015    | 972      | 0,5 % | 5 % | –       | 8,5 % | 23 %   | –   | 1,5 %         | –   | 0,5 % | 30 % | 30 % | 3 % | 26 % |
| TNS Sofres (PDF)         | 13.–23.10.2015    | 2200     | 1 %   | 6 % | 8 %     | 8 %   | 21 %   | 2 % | 1 %           | 2 % | 27 %  | 27 % | 27 % | 3 % | 28 % |
| Ipsos (PDF)              | 30.10.–02.11.2015 | 936      | 1,5 % | 5 % | 3,5 %   | 3,5 % | 20 %   | –   | 1 %           | –   | 32 %  | 32 % | 32 % | 4 % | 26 % |
| Harris Interactive (PDF) | 17.–19.11.2015    | 1011     | 2 %   | 5 % | 7 %     | 7 %   | 26 %   | –   | 1 %           | 1 % | 25 %  | 25 % | 25 % | 5 % | 27 % |
| OpinionWay               | 18.–19.11.2015    | 984      | 1 %   | 4 % | –       | 9 %   | 22 %   | –   | –             | –   | –     | 28 % | 28 % | 4 % | 30 % |
| TNS Sofres (PDF)         | 20.–23.11.2015    | 1522     | 1,5 % | 4 % | 7 %     | 7 %   | 22 %   |     | 2 %           | 1 % | 27 %  | 27 % | 27 % | 4 % | 29 % |

## Ergebnisse

### Erster Wahlgang

Ergebnisse nach Regionen sowie Korsika (collectivité territoriale) und Überseegebieten (stimmenstärkste Partei nach der ersten Wahlrunde):
Die kleinen Kästchen deuten die politischen Parteien an, die sich (neben der stimmenstärksten Partei) in der jeweiligen Region für die zweite Wahlrunde qualifiziert haben, d. h. die 10-Prozent-Hürde übersprungen haben. In den Regionen Nord-Pas-de-Calais-Picardie und Provence-Alpes-Côte d’Azur verzichteten die Sozialisten trotz Qualifikation auf die Teilnahme am zweiten Wahlgang (durchgestrichene Kästchen).

Stimmenanteile des Front National in der ersten Wahlrunde:

| Politische Richtung/Partei | Politische Richtung/Partei                        | Stimmen    | Stimmen |
| Politische Richtung/Partei | Politische Richtung/Partei                        | Anzahl     | Prozent |
| -------------------------- | ------------------------------------------------- | ---------- | ------- |
|                            | Liste Union de la gauche                          | 5.019.723  | 23,12   |
|                            | Liste Europe Écologie Les Verts                   | 832.468    | 3,83    |
|                            | Liste Europe Écologie Les Verts et gauche         | 607.758    | 2,80    |
|                            | Liste Front de gauche                             | 541.409    | 2,49    |
|                            | Liste Divers gauche                               | 401.517    | 1,85    |
|                            | Liste Parti communiste français                   | 337.390    | 1,55    |
|                            | Liste Parti socialiste                            | 62.070     | 0,29    |
|                            | Liste Parti radical de gauche                     | 4.227      | 0,02    |
| Politische Linke insgesamt | Politische Linke insgesamt                        | 7.806.562  | 35,96   |
|                            |                                                   |            |         |
|                            | Liste Vereinigte Rechte                           | 5.785.073  | 26,65   |
|                            | Liste Debout la France                            | 827.262    | 3,81    |
|                            | Liste Divers droite                               | 142.836    | 0,66    |
|                            | Liste Mouvement démocrate                         | 85.450     | 0,39    |
|                            | Liste Les Républicains                            | 42.346     | 0,20    |
|                            | Liste Union des démocrates et indépendants        | 1.818      | 0,01    |
| Gemäßigte Rechte insgesamt | Gemäßigte Rechte insgesamt                        | 6.884.785  | 31,72   |
|                            |                                                   |            |         |
|                            | Liste Front National                              | 6.018.672  | 27,73   |
|                            | Liste Extreme Rechte                              | 34.061     | 0,16    |
| Extreme Rechte insgesamt   | Extreme Rechte insgesamt                          | 6.052.733  | 27,88   |
|                            |                                                   |            |         |
|                            | Liste Extreme Linke                               | 334.140    | 1,54    |
|                            | Liste Regionalisten                               | 273.431    | 1,26    |
|                            | Liste Union Populaire Républicaine (Verschiedene) | 191.969    | 0,90    |
|                            | Verschiedene andere Listen                        | 36.960     | 0,15    |
|                            | Grüne Listen                                      | 127.451    | 0,59    |
|                            |                                                   |            |         |
| Registrierte Wähler        | Registrierte Wähler                               | 45.298.641 | 100     |
| Enthaltungen               | Enthaltungen                                      | 22.689.039 | 50,09   |
| Wähler                     | Wähler                                            | 22.609.602 | 49,91   |
| Leere Stimmzettel          | Leere Stimmzettel                                 | 542.264    | 2,40    |
| Ungültige Stimmen          | Ungültige Stimmen                                 | 359.307    | 1,59    |
| Gültige Stimmen            | Gültige Stimmen                                   | 21.708.031 | 96,01   |

### Zweiter Wahlgang

Ergebnisse nach Regionen sowie Korsika (collectivité territoriale) und Überseegebieten (stimmenstärkste Partei nach der zweiten Wahlrunde):

| Parteilisten            | Parteilisten             | Stimmen    | Stimmen | Sitze  | Sitze   |
| Parteilisten            | Parteilisten             | Anzahl     | Prozent | Anzahl | Prozent |
| ----------------------- | ------------------------ | ---------- | ------- | ------ | ------- |
|                         | Liste Union de la droite | 10.127.196 | 40,24   | 818    | 42,83   |
| Gemäßigte Rechte gesamt | Gemäßigte Rechte gesamt  | 10.127.196 | 40,24   | 818    | 42,83   |
|                         |                          |            |         |        |         |
|                         | Liste Union de la gauche | 7.263.567  | 28,86   | 520    | 27,23   |
|                         | Liste divers gauche      | 746.294    | 2,97    | 144    | 7,54    |
|                         | Liste Parti Socialiste   | 72.721     | 0,27    | 13     | 0,68    |
| Linke gesamt            | Linke gesamt             | 8.082.582  | 32,12   | 677    | 35,45   |
|                         |                          |            |         |        |         |
|                         | Liste Front National     | 6.820.147  | 27,10   | 358    | 18,74   |
| Extreme Rechte gesamt   | Extreme Rechte gesamt    | 6.820.147  | 27,10   | 358    | 18,74   |
|                         |                          |            |         |        |         |
|                         | Regionale Listen         | 136.380    | 0,54    | 57     | 2,98    |
|                         |                          |            |         |        |         |
| Registrierte Wähler     | Registrierte Wähler      | 45.293.603 | 100,00  |        |         |
| Enthaltungen            | Enthaltungen             | 18.838.040 | 41,59   |        |         |
| Wähler                  | Wähler                   | 26.455.563 | 58,41   |        |         |
| Leere Stimmzettel       | Leere Stimmzettel        | 736.800    | 2,79    |        |         |
| Ungültige Stimmen       | Ungültige Stimmen        | 552.458    | 2,09    |        |         |
| Gültige Stimmen         | Gültige Stimmen          | 25.166.305 | 95,13   |        |         |

## Ergebnis je Region

### Grand Est
|                       |                        |                        |             |             |             |             |       |     |  |  |  |  |  |  |
| Kandidat              | Kandidat               | Liste                  | 1. Wahlgang | 1. Wahlgang | 2. Wahlgang | 2. Wahlgang | Sitze | +/- |  |  |  |  |  |  |
| Kandidat              | Kandidat               | Liste                  | Stimmen     | %           | Stimmen     | %           | Sitze | +/- |  |  |  |  |  |  |
|                       | Florian Philippot      | FN                     | 641 234     | 36,07       | 790 141     | 36,08       | 46    | 25  |  |  |  |  |  |  |
|                       | Philippe Richert       | LR - UDI - MoDem       | 459 212     | 25,83       | 1 060 029   | 48,40       | 104   | 45  |  |  |  |  |  |  |
|                       | Jean-Pierre Masseret   | PS¹ - UDE - MDP        | 286 390     | 16,11       | 339 749     | 15,51       | 19    | 70  |  |  |  |  |  |  |
|                       | Sandrine Bélier        | EELV - PRG - MEI - GE  | 119 091     | 6,70        |             |             | 0     | 70  |  |  |  |  |  |  |
|                       | Laurent Jacobelli      | DLF                    | 84 886      | 4,78        | 0           |             |       |     |  |  |  |  |  |  |
|                       | Jean-Georges Trouillet | UL - AEI - PL - 57-PDM | 84 127      | 4,73        | 0           |             |       |     |  |  |  |  |  |  |
|                       | Patrick Peron          | FG - MRC - NGS         | 57 165      | 3,22        | 0           |             |       |     |  |  |  |  |  |  |
|                       | Julien Wostyn          | LO                     | 26 347      | 1,48        | 0           |             |       |     |  |  |  |  |  |  |
|                       | David Wentzel          | UPR                    | 19 171      | 1,08        | 0           |             |       |     |  |  |  |  |  |  |
|                       |                        |                        |             |             |             |             |       |     |  |  |  |  |  |  |
| Gültige Stimmen       | Gültige Stimmen        | Gültige Stimmen        | 1 777 643   | 95,49       | 2 189 919   | 95,49       |       |     |  |  |  |  |  |  |
| Leere Stimmzettel     | Leere Stimmzettel      | Leere Stimmzettel      | 46 402      | 2,49        | 51 423      | 2,27        |       |     |  |  |  |  |  |  |
| Ungültige Stimmzettel | Ungültige Stimmzettel  | Ungültige Stimmzettel  | 37 555      | 2,02        | 51 947      | 2,24        |       |     |  |  |  |  |  |  |
| Gesamt                | Gesamt                 | Gesamt                 | 1 861 600   | 100         | 2 293 289   | 100         | 169   |     |  |  |  |  |  |  |
| Enthaltung            | Enthaltung             | Enthaltung             | 2 023 930   | 52,09       | 1 592 582   | 40,98       |       |     |  |  |  |  |  |  |
| Wählende              | Wählende               | Wählende               | 3 885 530   | 47,91       | 3 885 869   | 59,02       |       |     |  |  |  |  |  |  |

## Reaktionen und Analysen

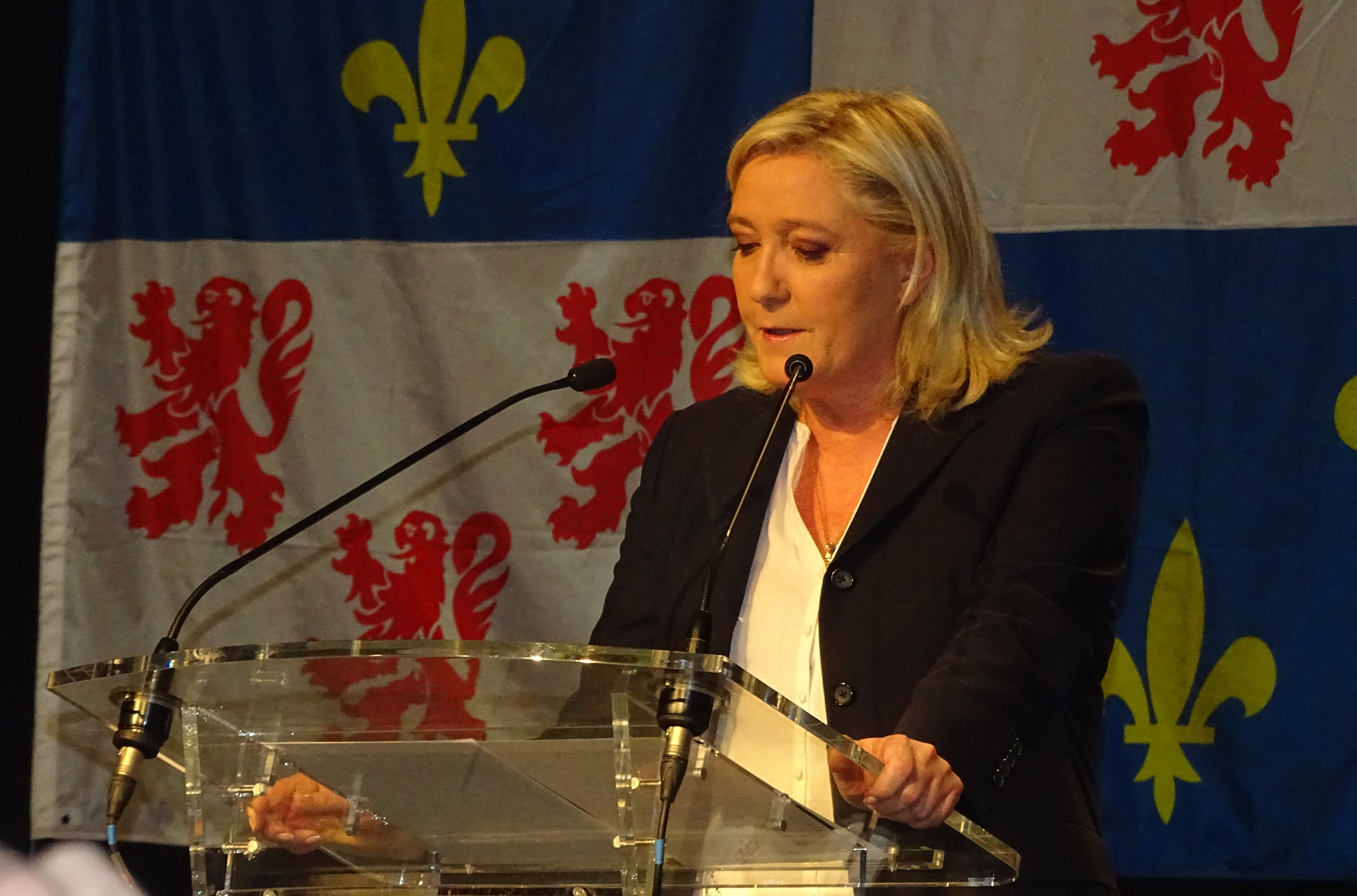
Die Wahlsiegerin Marine Le Pen (Front National) nach dem ersten Wahlgang in der Region Nord-Pas-de-Calais-Picardie

Vertreter der politischen Parteien aus dem gemäßigten und linken Spektrum äußerten sich nach dem ersten Wahlgang schockiert. In Frankreich habe sich ein deutlicher Rechtsruck ereignet. Das Kalkül des Front National sei aufgegangen. Insbesondere die Angst vor dem islamistischen Terror habe den Wahlausgang bestimmt. Die FN-Vorsitzende Marine Le Pen habe es zumindest teilweise verstanden, ihrer Partei einen bürgerlichen Anstrich zu geben und sie damit auch für die bürgerliche Mitte wählbar zu machen. Nach dem ersten Wahlgang lehnte Ex-Präsident Nicolas Sarkozy, der Vorsitzende von Les Républicains und politische Führer des konservativ-bürgerlichen Lagers, strategische Allianzen mit den Sozialisten im zweiten Wahlgang ab. Jean-Christophe Cambadélis, der Vorsitzende der Parti socialiste, erklärte, dass die Sozialistische Partei im zweiten Wahlgang in den beiden Regionen Nord-Pas-de-Calais-Picardie und Provence-Alpes-Côte d’Azur, in denen der Front National unter seinen beiden Galionsfiguren Marine Le Pen und deren Nichte Marion Maréchal-Le Pen besonders erfolgreich gewesen war, keine Kandidaten im zweiten Wahlgang aufstellen werde, um einen Sieg des FN zu verhindern.
In einem Interview am 7. Dezember 2015 beklagte der deutsch-französische Publizist und Grünen-Politiker Daniel Cohn-Bendit, dass die sogenannten etablierten Parteien nicht den Mut gehabt hätten, eigene Themen, wie beispielsweise den auch für Frankreich hoch relevanten Klimawandel, zu thematisieren. Stattdessen hätten sie versucht, den Front National unter anderem auf dem Feld der Einwanderungspolitik zu imitieren. Beispielhaft dafür stünde die Kritik von Ministerpräsident Manuel Valls an der Politik von Bundeskanzlerin Angela Merkel. Dabei sei Frankreich kaum von der Flüchtlingskrise in Europa betroffen. Nur drei Länder in Europa hätten wirklich viele Flüchtlinge aufgenommen: Deutschland, Schweden und Österreich. Frankreich habe lediglich ein Problem mit einigen Tausend Migranten in der Umgebung von Calais, die ins Vereinigte Königreich weiterreisen wollten. Auf diesem Feld sei jedoch der Front National kaum zu schlagen, und hier wählten die Wähler doch eher das Original und nicht die Kopie. In Frankreich gebe es außerdem nur eine unzureichende Kultur des Kompromisses. Aufgrund des Mehrheitswahlrechts gebe es leichter absolute Mehrheiten und die Parteien seien damit nicht zur Zusammenarbeit gezwungen. Er befürworte in Frankreich eine große Koalition. Ziel müsse es vor allem sein, die mehr als 50 Prozent Nichtwähler zu mobilisieren. Aus seiner Sicht sei es zwar unwahrscheinlich, aber nicht mehr ausgeschlossen, dass Marine Le Pen die Präsidentschaftswahl 2017 gewinne.
Premierminister Manuel Valls sagte, mit Bezug auf das Abschneiden des Front National in der ersten Wahlrunde: „die Gefahr der extremen Rechten ist nicht gebannt“, weshalb weder „Erleichterung noch Triumphalismus“ angebracht sei. Er „werde das Ergebnis des ersten Wahlgangs nicht vergessen“. Die Politik dürfe nicht weitermachen wie bisher. Nicolas Sarkozy bezeichnete den ersten Wahlgang ebenfalls als „Warnung“. Er sagte: „Wir können nicht so tun, als ob die Franzosen nichts gesagt hätten“; „Die Franzosen erwarten starke Antworten“. Er erwäge, die für November 2016 geplanten Vorwahlen der Republikaner vorzuziehen: Die Franzosen müssten noch überzeugt werden, dass „wir die richtigen Antworten haben“.
Marine Le Pen bezeichnete den Ausgang der zweiten Wahlrunde als Ergebnis von „Manipulationen und Entmündigung der Wähler“. Sie kritisierte, dass Premierminister Valls im Fall eines Wahlsiegs ihrer Partei vor einem „Bürgerkrieg“ gewarnt hatte.
Bemerkenswert war auch der Ausgang der Wahl in Korsika. Die Untergrundorganisation Frontu di Liberazione Naziunalista Corsu hatte durch ihre Erklärung, ihre Waffen niederlegen zu wollen, ein Bündnis der korsischen Nationalisten ermöglicht. So gewannen autonomistische Parteilisten (Femu a Corsica im Bündnis mit Corsica libera) im zweiten Wahlgang 35 % der Stimmen und damit 24 von 51 Mandaten (47,1) im Regionalparlament. Dies ist das beste Ergebnis, das die Autonomisten bisher bei Wahlen erzielen konnten, und führte zu deren erstmaliger Regierungsübernahme.